# Indicador químico
Os indicadores químicos (ou indicadores ácido-base) são utilizados na química indicadores ácido-base para distinguir as soluções ácidas das básicas.
O indicador ácido-base é uma espécie química que muda de cor conforme o meio onde se encontra, ácido ou básico.
Existem diferentes indicadores ácido-base, tais como a fenolftaleína e o azul de tornesol.
A solução alcoólica de fenolftaleína é incolor e muda de cor (para carmim, um tom rosado) quando é adicionada a uma solução básica. 
O Azul de tornesol é um indicador que muda de cor para vermelho em soluções ácidas e azul em soluções básicas. Para além destes pode-se utilizar produtos naturais como a repolho-roxo, que nas soluções ácidas torna-se vermelho e verde nas básicas.
Existem também os seguintes indicadores: O vermelho de tornassol, que em soluções ácidas permanece vermelho e em soluções básicas torna-se azul; o Alaranjado de metila, que em solução ácida torna-se vermelho e, em solução básica, alaranjado e o Azul de brotimol, que na solução ácida torna-se amarelo e, na solução básica, azul.
Indicadores químicos em Validação de Esterilização:
Os indicadores químicos utilizados em processos de esterilização são tiras de papel com tinta termocrômica que, expostas a algum parâmetro de esterilização, mudam de cor. Os indicadores são sensíveis a cada um dos fatores críticos de exposição à esterilização, sendo eles temperatura, vapor e tempo de exposição. Dependendo do tipo de indicador químico, eles são capazes de analisar somente um dos fatores de exposição na esterilização, ou até mesmo de todos os fatores simultaneamente, dependendo da classe do indicador.
Histórico:
Devido à capacidade de cada tipo de indicador químico frente as suas capacidades de sensibilização de cada parâmetro, a AAMI (Association for the Advancement of Medical Instrumentation) foi intitulado em 1994 “The selection and use of chemical indicators for steam sterilization monitoring for health care facilities”. 
Até 2015, havia somente duas classificações para indicadores químicos, a da ISO de 1995 e a da AAMI. Após essa data as classificações foram unificadas em 2006, sendo uma das maiores mudanças o reconhecimento da classe 6, contemplado somente pela ISO.
Classe dos Indicadores:
- classe 1: Indicador de processo: indicadores de processo tem como característica a utilização em unidades individuais, como pacotes ou contâineres, em sua parte externa. São indicados para controle de exposição. Ele indica se a parte do equipamento passou pelo processo de esterilização,  alterando a sua coloração, porém não indica se a esterilização ocorreu corretamente.

A mudança de sua cor depende da temperatura, do tempo de exposição e do vapor em contato.
- classe 2: Teste de Bowie e Dick:  Somente são utilizados para auto-clave que contenham bomba de vácuo. São utilizados somente para um teste específico: verificar presença de ar, para uma máquina específica. Este teste requer um pacote contendo uma folha indicadora a ser colocada sobre o dreno em uma câmara vazia. Um ciclo de 132°C por 3-4 minutos é realizado. Caso a autoclave não esteja funcionando corretamente a folha não mudará de cor uniformemente. Caso, o teste para esterilização seja positivo a folha apresenta coloração uniforme.
- classe 3: Indicador único de parâmetro: Somente avalia um processo crítico da esterilização que é a temperatura. Verifica se o produto a ser esterilizado atingiu a temperatura mínima determinada para a esterilização. O seu uso não é muito comum.

- classe 4: Indicador multiparâmetro: leva em conta a presença de dois ou mais fatores críticos no processo de esterilização. Porém sendo somente para uma determinada temperatura definida.
- classe 5: Indicadores integradores: Integra os parâmetros de vapor, temperatura e tempo. Seus resultados são comparados à inativação de bactérias do indicador biológico. Utilizados em autoclaves gravitacionais ou a vácuo.
- classe 6: Indicadores Emuladores: São específicos para determinados ciclos, e não reagem até completarem 95% do ciclo inteiro, portanto oferecem uma margem de segurança grande.Também são conhecidos como "verificadores de ciclo".

Discussão:
Um dos maiores problemas encontrados é a sensibilidade e a especificidade de cada teste, gerando insegurança nos resultados obtidos. Atualmente os indicadores químicos são vendidos pelo produto que deseja analisar.